# Jitka Čvančarová
Jitka Čvančarová est une actrice, chanteuse, mannequin et présentatrice tchèque, née le 23 mars 1978 en Tchécoslovaquie.

## Biographie
En 2010, elle participe à la quatrième émission (en) de StarDance (en).

## Filmographie

### Comme actrice
- 2002 : O princezne se zlatým lukem (téléfilm) : Stepána
- 2004 : Cerní baroni (série télévisée) : Marcela
- 2005 : 3+1 s Miroslavem Donutilem (série télévisée) : Sona
- 2005 : Restart : Marie
- 2005 : Kocicí princezna (téléfilm) : Anicka
- 2006 : Poslední kouzlo (téléfilm) : Anicka, la femme de chambre
- 2006 : To nevymyslís! (série télévisée) : Patricie (2 épisodes)
- 2007 : Bestiář : Sabina
- 2005-2007 : Ordinace v ruzové zahrade (cs) (série télévisée) : Markéta Vorlová (119 épisodes)
- 2003-2007 : Flics et Voyous (Cops and Robbers) (série télévisée) : Hanicka (6 épisodes)
- 2008 : The Wedding on Battle Field : Jarunka
- 2008 : Ordinace v ruzové zahrade (cs) (série télévisée) : Markéta Vorlová (19 épisodes)
- 2008 : Kdopak by se vlka bál : la mère
- 2009 : Snezná noc (téléfilm)
- 2010 : Dokonalý svet (série télévisée) : Michelle Pavlíková (16 épisodes)
- 2010-2011 : Cukrárna (série télévisée) : Vanilková (6 épisodes)
- 2011 : Men in Hope : la guide
- 2011 : Villa Faber (téléfilm) : Gita
- 2011 : Tchyne a uzený (téléfilm)
- 2012 : I Wake Up Yesterday : Marie
- 2012 : Sejít z cesty (téléfilm) : Marta
- 2013 : Innocent Lies (série télévisée) : Denisa
- 2013 : Snow Dragon (téléfilm) : Královna Vilma
- 2014 : Dedictví aneb Kurvaseneríká : Rovnerová
- 2014 : Three Brothers : la mère
- 2014 : Flowers (Short) : la reportère
- 2014 : The Life and Time of Judge A.K. (série télévisée) : docteure Iva Seidlová (13 épisodes)
- 2014 : Husband to Rent : Kristýna
- 2015 : Crime Scene: Pilsen (série télévisée) : Martina Janácková
- 2015 : Vinari (série télévisée) : Jana Hamplová (16 épisodes)
- 2016 : Tvoje tvár má známý hlas (série télévisée) : Elle-même / Whitney Houston / Spice Girl / Marilyn Monroe (3 épisodes)
- 2015-2016 : Doktor Martin (série télévisée) : Lída Klasnová (32 épisodes)
- 2016 : The Promised Princess (téléfilm) : la Reine
- 2017 : The Third Wish : la maman
- 2014-2018 : Až po uši (série télévisée) : Zuzana (23 épisodes)
- 2018 : Vesnican (série télévisée) : Ruzena
- 2018 : Poslední útek Jeronýma Prazského (téléfilm)
- 2018 : Labyrint (série télévisée) : lécitelka Simona (4 épisodes)
- 2018 : Doktor Martin: Záhada v Beskydech : Lída Klasnová
- 2019 : Cerné vdovy (mini-série) : Johana Rychnovská (2 épisodes)
- 2019 : Most! (mini-série) : Ilona (8 épisodes)
- 2019 : L'Oiseau bariolé (Nabarvené ptáče) : Ludmila
- 2019 : Discopríbeh III

### Comme scénariste
- 2012 : TýTý 2011 (téléfilm)